# Torgny Bendelin
Torgny Yngve Bendelin, född 30 juli 1956 i Fole socken, Gotlands län, är en svensk ishockeytränare och före detta ishockeyspelare. Som spelare representerade han gotlandslagen Hemse BK och Roma IF innan han avslutade sin spelarkarriär 1982 efter två säsonger i Tingsryds AIF.
Bendelin har haft tränarsysslan i Nybro Vikings IF, Nacka HK, IK Vita Hästen, Tingsryds AIF, AIK, Leksands IF, Tranås AIF, Malmö Redhawks, HV71 och Linköpings HC. Leksands IF vann Elitserien säsongen 1996/1997 under Bendelins ledarskap. I det efterföljande SM-slutspelet var laget ett enda mål ifrån att nå finalserien. Tingsryds AIF lyckades Bendelin föra från Div.2 till Div. 1-spel. I Linköpings HC fick Bendelin sparken under uppseendeväckande former med ett stort mediadrev. Bendelin har vidare arbetat som så kallad expertkommentator vid Radiosporten. Fram till 2007 var han förbundskapten för Sveriges herrjuniorer. Här ledde hans ledarskap inte till några nämnvärda framgångar. Säsongen 2007/2008 åtog sig Bendelin tillsammans med Bobo Simensen att återföra Malmö Redhawks till Elitserien, ett uppdrag som misslyckades kapitalt. Malmö darrade efter en bra inledning på Kvalserien och tappade en "given plats" i Elitserien under de fyra sista spelomgångarna.
Under åren 2009–2011 tränade han Nybro Vikings. Den 15 december 2013 tog Torgny Bendelin över som tränare i HV71 efter Ulf Dahlén.

### Fotnoter
1. ↑  Rikard Lann (15 december 2013). ”Dahlen sparkas - Bendelin tar över HV71”. SVT Sport. http://www.svt.se/sport/ishockey/dahlen-sparkas-bendelin-tar-over-hv-71. Läst 15 december 2013.